# Stoneghost
Stoneghost oder "Stone Ghost" (engl. Steingeist), auch Intelink-C, Intelink-Commonwealth oder „Q-Lat“ (für Quad link), ist der Codename für ein Kommunikationsnetzwerk der Defense Intelligence Agency (DIA) der Vereinigten Staaten von Amerika für den Informationsaustausch zwischen Stellen der Vereinigten Staaten, dem Vereinigten Königreich, Kanada und Australien. Andere Quellen fügen Neuseeland zu den Teilnehmern hinzu und benennen damit alle sog. Five Eyes, die kooperierenden Nachrichtendienste der genannten Nationen.
Stoneghost dient nicht der Übertragung von Informationen der Geheimhaltungsstufe Top Secret (~„streng geheim“). Es ist trotzdem ein Hochsicherheitsnetzwerk mit strengen Anforderungen an Gerätetechnik und Softwaresicherheit. Es dient der Übermittlung von militärischen Informationen, Signal Intelligence, nachrichtendienstlichen Erkenntnissen der Auslandsnachrichtendienste und Informationen zur nationalen Sicherheit.
Der US-amerikanische Professor für Intelligence and National Security an der Tiffin University, Tiffin (Ohio), Jan Goldman, nennt 2016 als zusätzliche Funktion von Stoneghost die Kommunikation zwischen DIA-Partnern und Commonwealth-Verbündenten während militärischer Auseinandersetzungen. Dies ist ein wesentlicher Unterschied zu anderen Verbündeten, die nur auf einer Fall-zu-Fall-Basis mit geheimdienstlichen Informationen versorgt werden.

## Spionage in Kanada (2012)
Sub-Lieutenant Jeffrey Delisle vom Nachrichtendienst der Royal Canadian Navy bekannte sich am 10. Oktober 2012 des Geheimnisverrats für schuldig, weil er Daten aus Stoneghost an den russischen Militärgeheimdienst verkauft hatte. Delisle wurde wegen Verstoß gegen den Security of Information Act zu 20 Jahren Gefängnis verurteilt.